# ألان ستيوارت (لاعب هوكي الجليد)
ألان ستيوارت هو لاعب هوكي الجليد كندي، ولد في 31 يناير 1964 في فورت سانت جون في كندا.

## وصلات خارجية
- ألان ستيوارت على موقع دوري الهوكي الوطني (الإنجليزية)
- ألان ستيوارت على موقع EliteProspects.com (الإنجليزية)
- ألان ستيوارت على موقع HockeyDB.com (الإنجليزية)
- ألان ستيوارت على موقع Hockey-Reference.com (الإنجليزية)